# Factor de efectividad relativa
El factor de efectividad relativa o factor E.R. es una medida relativa de la potencia explosiva de un explosivo cuando es usado para demoliciones militares. Se utiliza solamente para comparar la eficacia de un explosivo en relación con un peso equivalente de TNT (TNTe).  Esto permite a los ingenieros sustituir un explosivo por otro cuando han realizado el cálculo de las ecuaciones de la voladura planificada para el TNT.  Por ejemplo, si una carga de corte de madera requiere 1 kg de TNT para funcionar, se necesitarían 0,6 kg de PETN o 1,25 kg de ANFO para conseguir el mismo efecto.

## Ejemplos  de factores E.R.
Cuanto mayor es el factor de E.R., más poderoso es el explosivo. 
| Explosivo, Grado                    | Densidad g/cm³   | Detonación vel (m/s)  | Factor E.R. |
| ----------------------------------- | ---------------- | --------------------- | ----------- |
| TNT                                 | 1,654            | 6900                  | 1,00        |
| Amatol, 80%TNT+20%NA                | 1,548            | 6570                  | 1,17        |
| Nitrato de amonio (NA)              | 1,123            | 5270                  | 0,42        |
| ANFO, 94.3%NA+5.7%FuelOil           | 0,840            | 5270                  | 0,80        |
| Pólvora negra, 75%KNO3 + 15% C+10%S | 1,700            | 400                   | 0,55        |
| C-3 (basado en el antiguo RDX)      |                  | 7924                  | 1,35        |
| C-4, 91%RDX                         | 1,737            | 8040                  | 1,34        |
| Composición B, 63%RDX + 36%TNT      | 1,751            | 7800                  | 1,35        |
| HMX                                 | 1,91             | 9100                  | 1,70        |
| Nitroglicerina                      | 1,6              | 7700                  | 1,50        |
| Arma nuclear (variable, ver nota)   | 19,1             | 400                   | 5,2 M       |
| Octanitrocubano                     | 2                | 10 100                | 2,70        |
| PETN                                | 1,773            | 8400                  | 1,66        |
| RDX                                 | 1,82             | 8750                  | 1,60        |
| Semtex, 94.3%PETN + 5.7%RDX         | 1,776            | 8420                  | 1,66        |
| Tetril                              | 1,73             | 7570                  | 1,25        |
| Tetritol, 70%Tetril + 30%TNT        | 1,707            | 7370                  | 1,20        |
| Explosivo, Grado                    | Densidad (g/cm³) | Detonación vel. (m/s) | R.E.        |

Nota: Las armas nucleares prácticas poseen factores desde 400 kg TNTe (Davy Crockett) hasta los 5 200 000 kg TNTe (Mk 41).
| Arma nuclear                              | Potencia ( toneladas de TNT ) | Peso ( kg ) | R.E. ~    |
| ----------------------------------------- | ----------------------------- | ----------- | --------- |
| Davy Crockett (dispositivo nuclear)       | 22                            | 23          | 1000      |
| Clásica (una etapa) fisión bomba atómica  | 22k                           | 420         | 50 000    |
| Russian suitcase nuke(en servicio en GRU) | 2,5k                          | 31          | 80 000    |
| Típica (dos etapas) bomba atómica         | 0,5M ÷ 1M                     | 650 ÷ 1120  | 900 000   |
| W88 cabeza termonuclear moderna (MIRV)    | 470k                          | 355         | 1 300 000 |
| bomba nuclear B53 (dos etapas)            | 9M                            | 4050        | 2 200 000 |
| bomba nuclear B41 (tres etapas)           | 25M                           | 4850        | 5 100 000 |
| bomba nuclear Tsar (tres etapas)          | 100M                          | 26500       | 3 800 000 |